# Beth Rodden
Beth Rodden, née en 1980, est une grimpeuse américaine. Elle a été la cinquième femme à atteindre le niveau 8c, en enchaînant The Optimist (Smith Rock), aux États-Unis en 2004.

## Ses bellescroixen falaise
| 14/02/2008 | Meltdown     | Yosemite valley    | Granite | USA | 8c | 5.14b | X+ | 34 | VI.7 | 7b | [ vidéo 1 ] |
| xx/03/2005 | The Optimist | Smith Rock, Oregon | Grès    | USA | 8c | 5.14b | X+ | 34 | VI.7 | 7b |             |

## Palmarès

### Championnats du monde
| Date       | Place | Discipline                   | Année | Organisateur | Pays       | Lieu      | Note |
| ---------- | ----- | ---------------------------- | ----- | ------------ | ---------- | --------- | ---- |
| 14/11/1997 | 3     | Championnat du Monde Junior  | 1997  | UIAA         | Autriche   | Imst      |      |
| 23/6/1997  | 9     | Masters X-Games,             | 1997  | UIAA         | États-Unis | San Diego |      |
| 25/6/1996  | 14    | Masters- ESPN X-Games        | 1996  | UIAA         | États-Unis | Newport   |      |
| 6/10/1995  | 15    | Championnat du Monde cadette | 1995  | UIAA         | France     | Laval     |      |

### Coupe du monde d'escalade
| Date       | Place | Final | Année | Organisateur | Pays     | Lieu | Note |
| ---------- | ----- | ----- | ----- | ------------ | -------- | ---- | ---- |
| 22/11/1997 | 27    | 47    | 1997  | UIAA         | Autriche | Imst |      |